# Johann Finckh
Johann Daniel von Finckh (né le 26 août 1807 à Dorum et mort le 1er juillet 1867 à Badenweiler) de la famille noble von Finckh (de), est un président de la Cour supérieure et président du Parlement d'État du grand-duché d'Oldenbourg.

## Biographie

### Carrière juridique
Finckh est le fils de Christian Daniel von Finckh (de) (1765-1813) et de son épouse Friederike née Sullow (1776-1815). Après la mort prématurée de ses parents, le duc Pierre s'occupe de l'éducation des fils de son chancelier, condamnés à mort et fusillés par les Français pendant l'occupation française d'Oldenbourg. Finckh étudie à l'ancien lycée d'Oldenbourg (de) et étudie le droit dans les universités de Göttingen et Heidelberg de 1826 à 1829. Il est membre du Corps Bremensia Göttingen et du Corps Guestphalia Heidelberg (de).
En 1830, il réussit l'examen d'entrée obligatoire au service judiciaire d'Oldenbourg et, après une brève activité d'avocat à Ovelgönne, devient secrétaire du tribunal de district d'Oldenbourg en décembre 1831. En 1834, il réussit le deuxième examen d'État de droit, devient évaluateur du tribunal régional en 1837 et juge assistant à la cour d'appel d'Oldenbourg en 1847. En 1851, il est nommé juge principal et en 1853 juge d'appel principal. Après la séparation du pouvoir judiciaire de l'administration, Finckh est promu directeur du tribunal supérieur nouvellement créé à Varel en novembre 1858, et en novembre 1865, il est transféré en tant que directeur au tribunal supérieur d'Oldenbourg, qu'il dirige jusqu'au 1er novembre 1866.

### Carrière politique
Finckh est l'un des rares fonctionnaires d'Oldenbourg à s'impliquer très tôt dans le mouvement national et libéral. Son plaidoyer en faveur de la lutte du Schleswig-Holstein pour l'indépendance nationale en octobre 1847 lui vaut une réprimande sévère de la part du grand-duc, qui réagit très peu gracieusement aux activités politiques de ses fonctionnaires. Cette réprimande signifie probablement que Finckh - comme beaucoup d'autres fonctionnaires - maintient d'abord la retenue après le déclenchement de la révolution de 1848 et ne reprend la vie politique qu'après la cession du grand-duc. De 1849 à 1852 et de 1856 à 1857, il est membre du parlement de l'État, qui l'élit président lors de la session de 1857. Au parlement, il appartient au groupe des libéraux modérés et joue un rôle de médiateur entre le gouvernement et la majorité de l'opposition au parlement de l'État en 1849/50 dans les conflits acharnés sur le lien avec la Prusse dans les affaires étrangères.

## Famille
Finckh est marié depuis le 6 novembre 1850 à Johanna Sophie Maria von Schietter (1824-1907), fille de l'officier et propriétaire saxon Salomon Ferdinand von Schietter (1790-1831), anobli en 1825, et de Luise née Behr à Leisnig. De ses trois fils, Eugen (de) (1860-1930) devient plus tard ministre-président d'Oldenbourg.